# 特別戰術小隊
特別戰術小隊（俗稱速龍小隊；英文：Special Tactical Contingent ，縮寫：STC，俗稱：Elite Team，Raptors）於2014年6月成立，於大型衝突時會被召喚增援，隸屬於香港警務處行動處行動部警察機動部隊總部，是準軍事化的特遣防暴警察，主要責任為大型事件中防暴、維持內部保安於情況被長久拖延以至失控，及警察機動部隊行動被嚴重阻礙時才出動，以迅速的手法移除障礙，執行鎖定及拘捕行動。

## 組織
特別戰術小隊為一支特遣隊，編制為一排（即小隊），由警察機動部隊總部教官（擅長大型事件中防暴及內部保安中的戰術及武力使用等）、香港警察學院教官團隊（主要為槍械訓練科武力使用教官，擅長武力使用及射擊等）、切割戰術隊（擅長處理突發事件及切割戰術等）、鐵路應變部隊、機場特警組、反恐特勤隊及特別任務連（於2014年12月11日加入）等警隊中最精鋭優良的部門中抽調人手組成；由於特別戰術小隊為特遣隊，而且尚未正式成立，故此每次出動之人數從數十至數百不定。絕大部份人員曾經駐守於警察機動部隊，擁有一定年資，富有行動經驗。特別戰術小隊僅在有需要時才會集合，崗位屬於兼任職務。

## 歷史

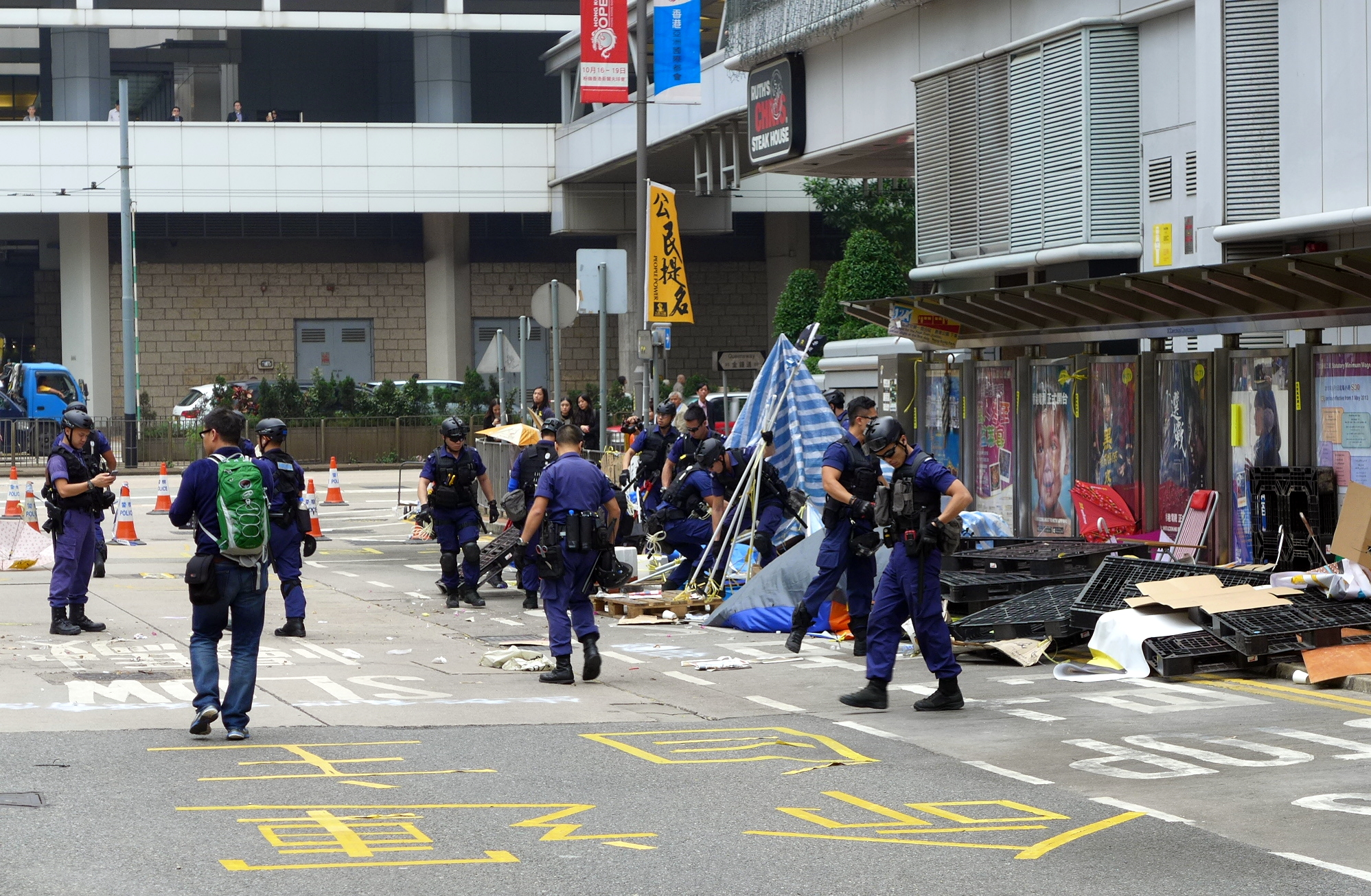
2014年12月11日，特別戰術小隊在添馬街迅速移除障礙

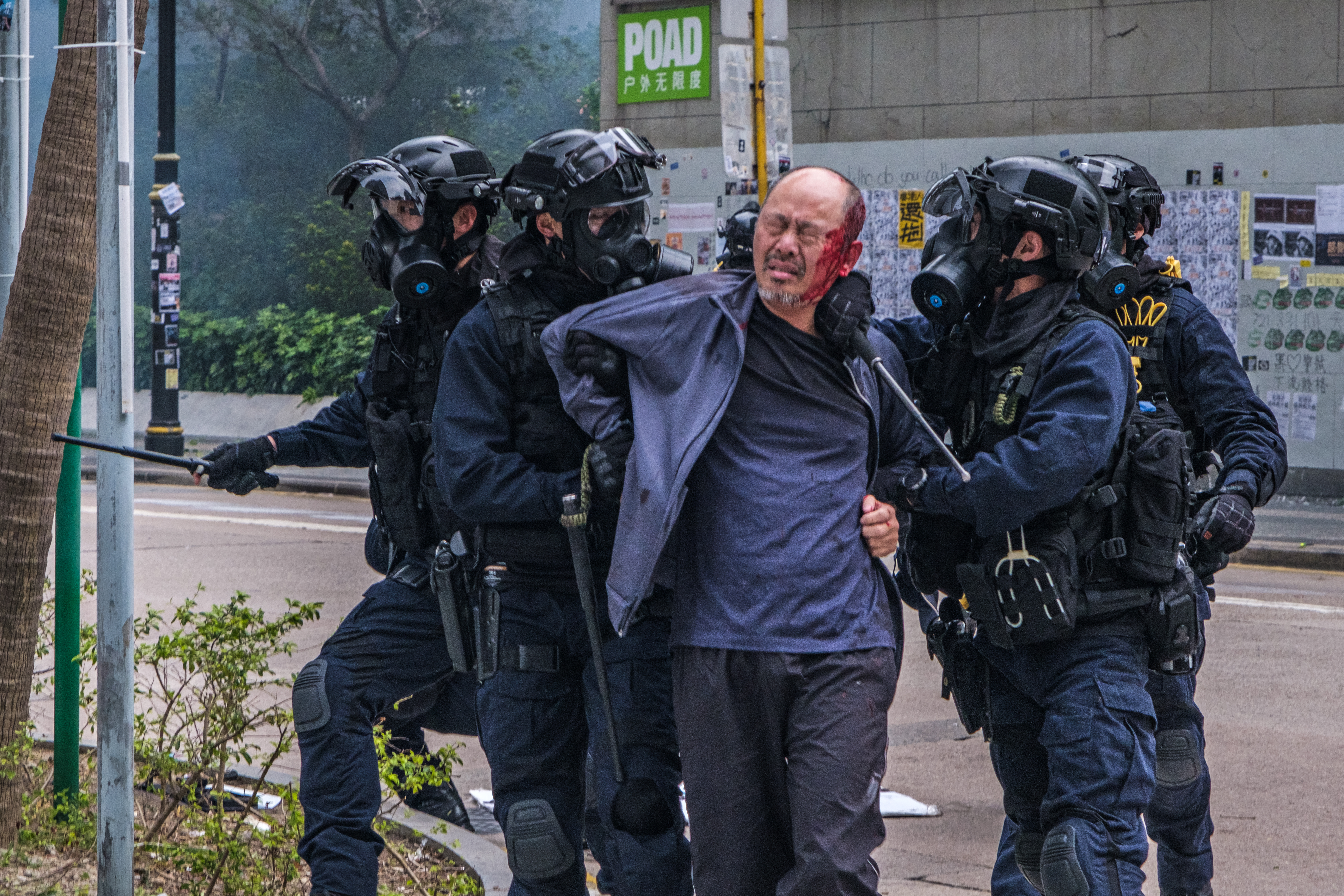
特別戰術小隊人員在遮打道制服一名疑似參與遊行的市民，該名被捕者頭部受傷不停流血（攝於2020年1月19日，港共受刑天下制裁集會）

為了應對佔領中環，警察機動部隊校長歐陽照剛總警司於2014年6月月底組織了一支特遣隊，作為警察機動部隊的一道中堅力量，確保防暴任務順利。然而此特遣隊一直未有官方名稱，警務處內部一直稱呼其為移除隊（英文：Removal Team），香港傳媒則稱呼其為專業移除隊。隨著佔領中環發生，以至演變為後來的雨傘革命，特遣隊持續地曝光；至同年11月30日，歐陽照剛總警司將其暫定名稱為特別戰術小隊。
特別戰術小隊在警務處處理佔領中環的日峰行動中表現出色備受警務處高層人員所認同，因而有意將其特遣地位改為正式單位，歸納為警務處架構中；至雨傘革命完結後，再作決定。
2016年2月9日凌晨，旺角因小販被禁止擺檔而引發警民衝突，大量過去未被示威者使用的新戰術湧現，結果觸發警方無法招架，而需要再度召喚特別戰術小隊到場處理。

## 服飾

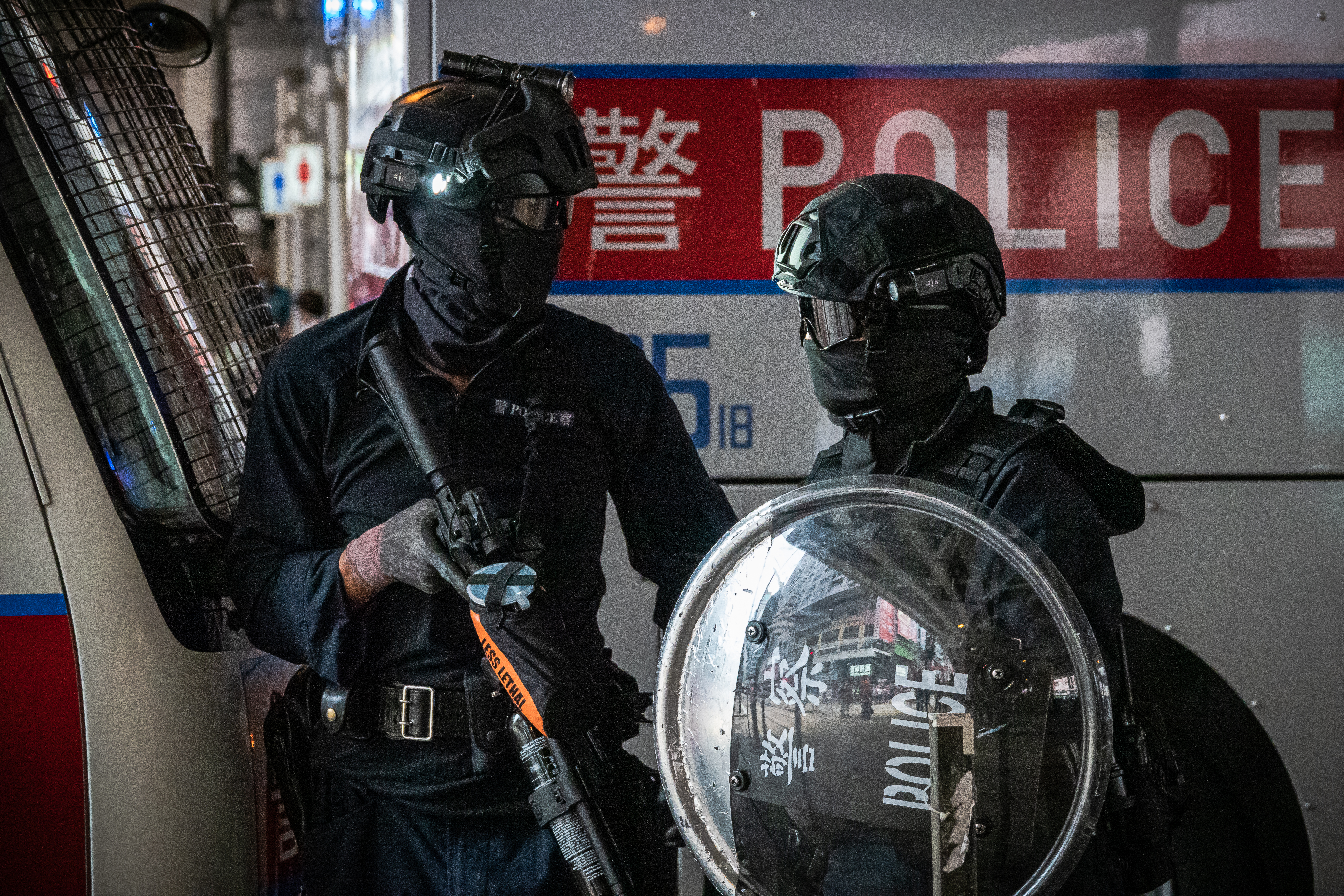
正在旺角一帶戒備的兩名特別戰術小隊成員，背後是一輛警方水砲車和警用小巴，可見他們兩人的工作服和戰術背心亦無展示警員編號。（攝於2020年5月24日反國歌法大遊行）

- 貝雷帽：新款於2002年4月引進，由警察機動部隊總部研製，採用柔軟、透氣、防褪色和防脫毛的絨料製造[12]。
- 工作服：深藍色，包括由美國Crye Precision公司製造的G3 LAC作戰服及褲子和定製的連身工作服，左胸被縫上「警POLICE察」的字樣[13]。由於與其他多個警察單位所穿著的制服（包括警察機動部隊總部工作服、水警總區工作服、警犬隊行動服、警察搜查隊工作服及機場特警組工作服等）雷同，為避免傳媒混淆以及方便公眾識別，約11月月底至12月月初，特別戰術小隊工作服右胸位置被縫上「Police Tactical Unit Special Tactical Squad」字樣（為繼爆炸品處理課後第二個縫有單位名稱的警察單位的單位工作服或者行動服）。此外，人員亦於日間在盔頂貼上顏色貼紙、於夜間扣上螢光棒（包括黃色及紅色，根據分隊而定），以方便指揮官識別。

- 保安局長李家超以「沒有空間」為由[14] ，回應工作服上無警員編號。市民質疑即使警員在執勤期間違反警察通例，亦無法向投訴警察課作出投訴。到2020年5月公佈的監警會報告，表明速龍裝束非警隊制服，不受《警察通例》或《警察程序手冊》規管。[15]同年6月，有人提出司法覆核，認為違反《香港人權法案》第3條「不得施以酷刑或不人道處遇亦不得未經同意而施以試驗」[16]。高等法院在同年6月開審。[17]
- 行動呼號：速龍小隊行動呼號以單一英文字母（A、C、E、N、R、S、W)開首，並以兩個數字尾隨。英文字母代表該警員來自的部門，第一個數字代表該警員所屬的小隊，第二個數字代表該警員所屬崗位。A代表機埸特警組、C代表反恐特勤隊、E,N及W代表鐵路應變部隊、R代表教官團隊、S代表特別任務連。例如行動呼號為「S2.1」的速龍小隊隊員是由特別任務連抽調的第二小隊的第一位警員，行動呼號為「A4.2」的速龍小隊隊員是由機埸特警組抽調的第四小隊的第二位警員。[18]

## 裝備

在太子站月台手持Penn Arms GL-1 Compact（L140-4) 40毫米海綿彈發射器對準地鐵內市民的特別戰術小隊成員（攝於2019年8月31日，太子站襲擊事件）

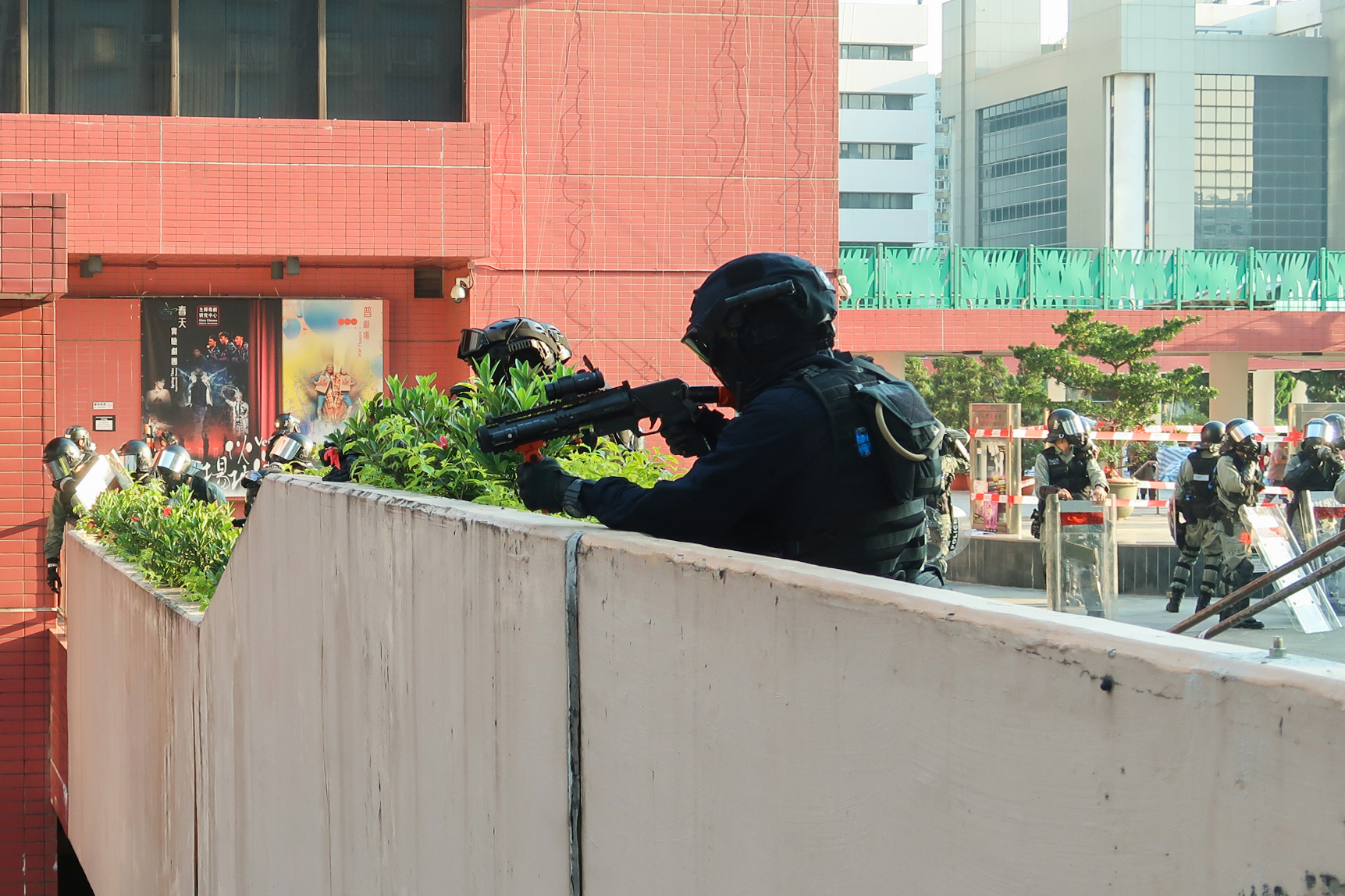
手持Penn Arms GL-1 Compact（L140-4) 40毫米海綿彈發射器的特別戰術小隊人員，該發射器加裝了紅點鏡（攝於2019年9月21日，「屯門公園再光復」遊行）

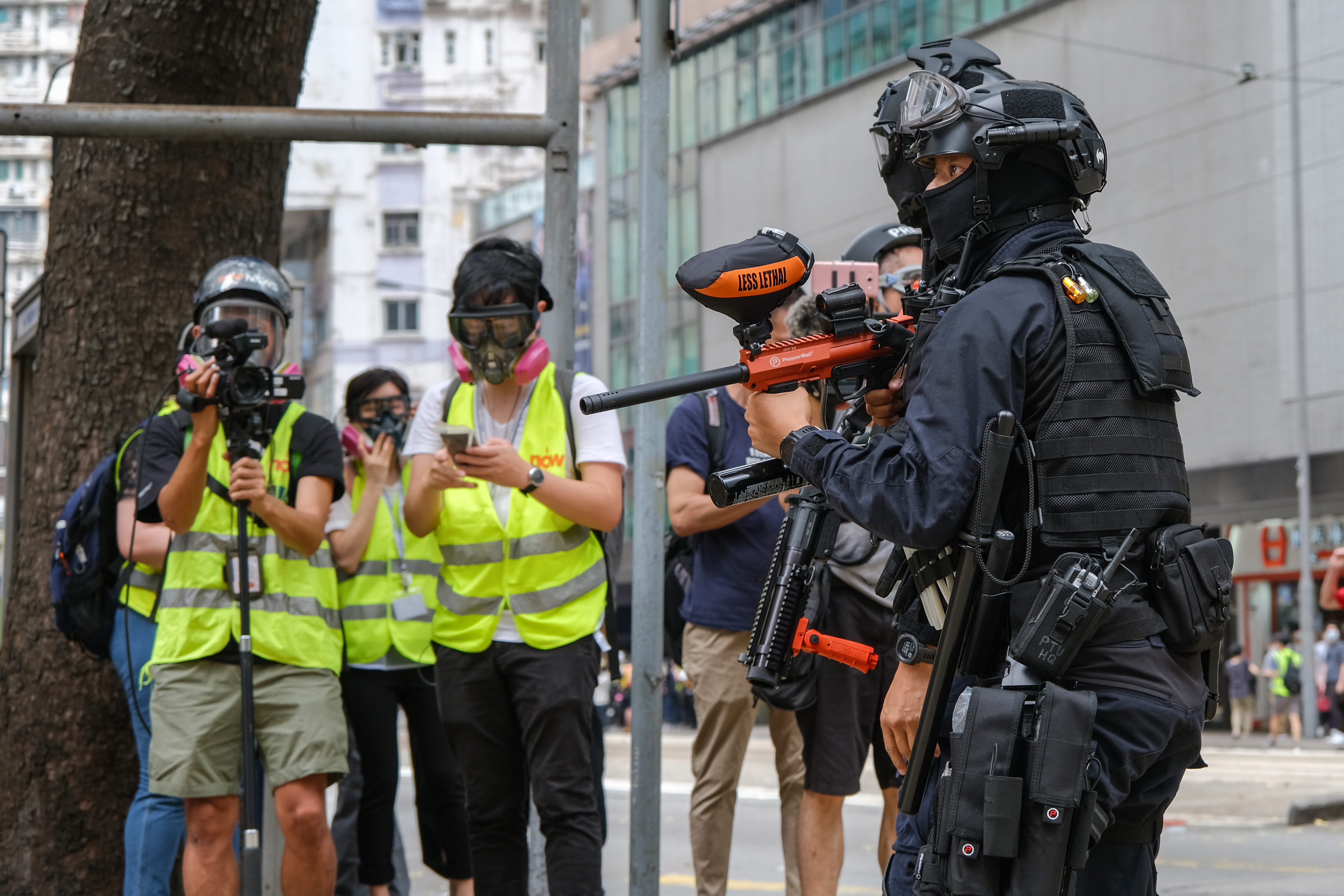
手持Tippmann 98 Custom Plantinum胡椒球發射器的特別戰術小隊人員（攝於2020年5月24日反惡歌法大遊行）

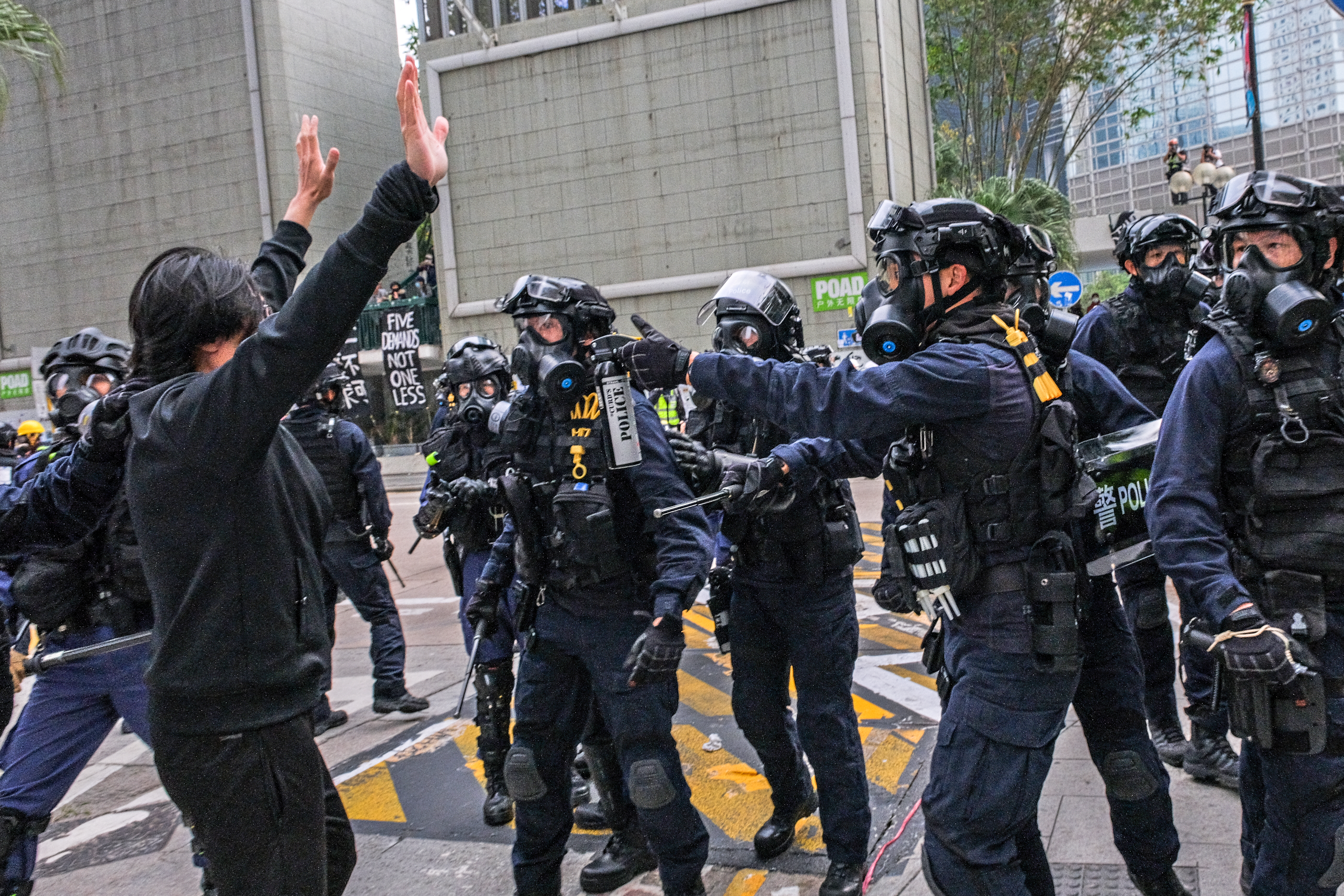
手持胡椒噴劑的特別戰術小隊人員，右側一名被瞄準的示威者舉起雙手表示無害（攝於2020年1月19日港共受刑天下制裁集會）

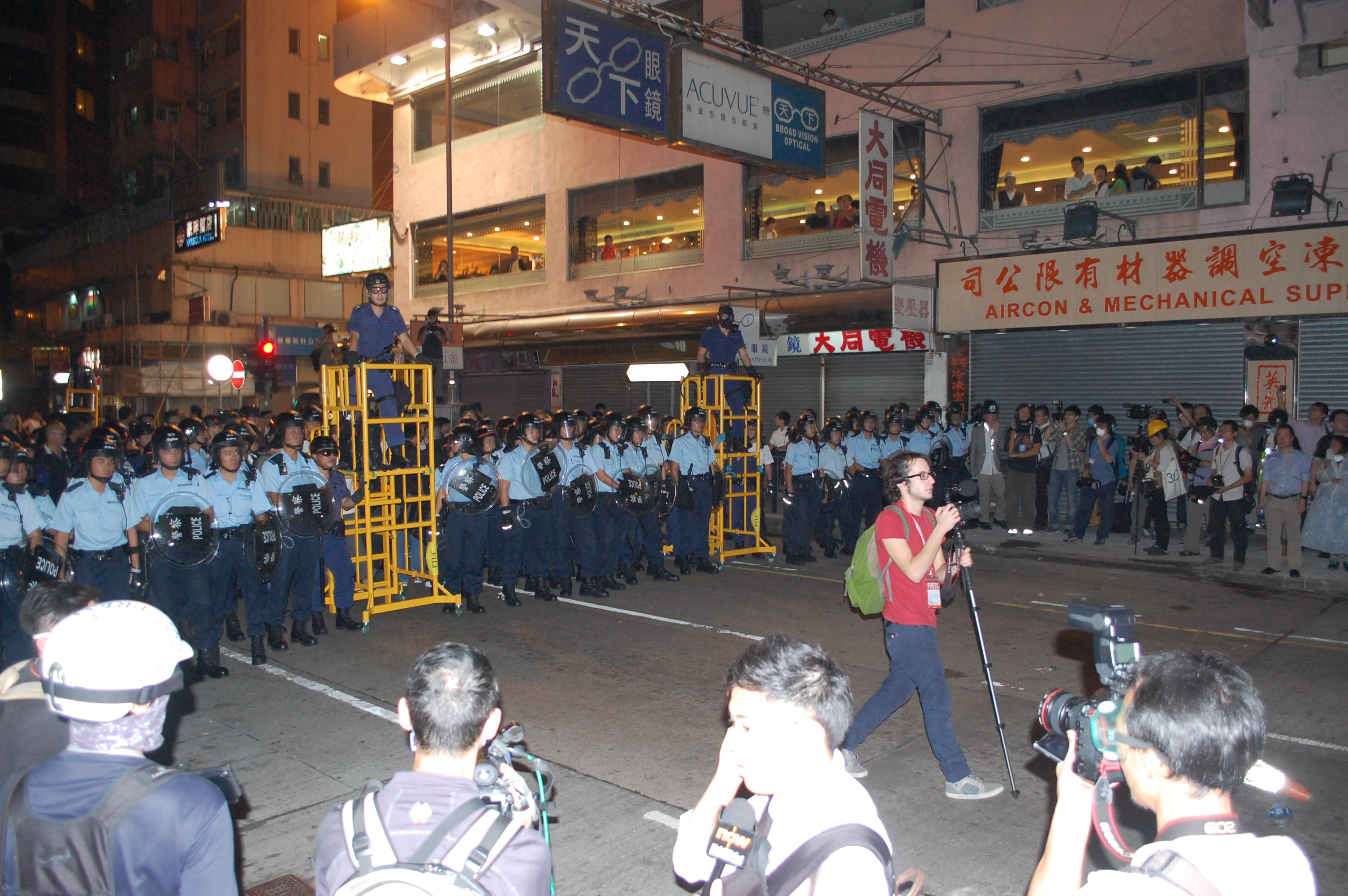
特別戰術小隊兩名人員站立於行動平台上。（攝於2014年11月25日，旺角新填地街）

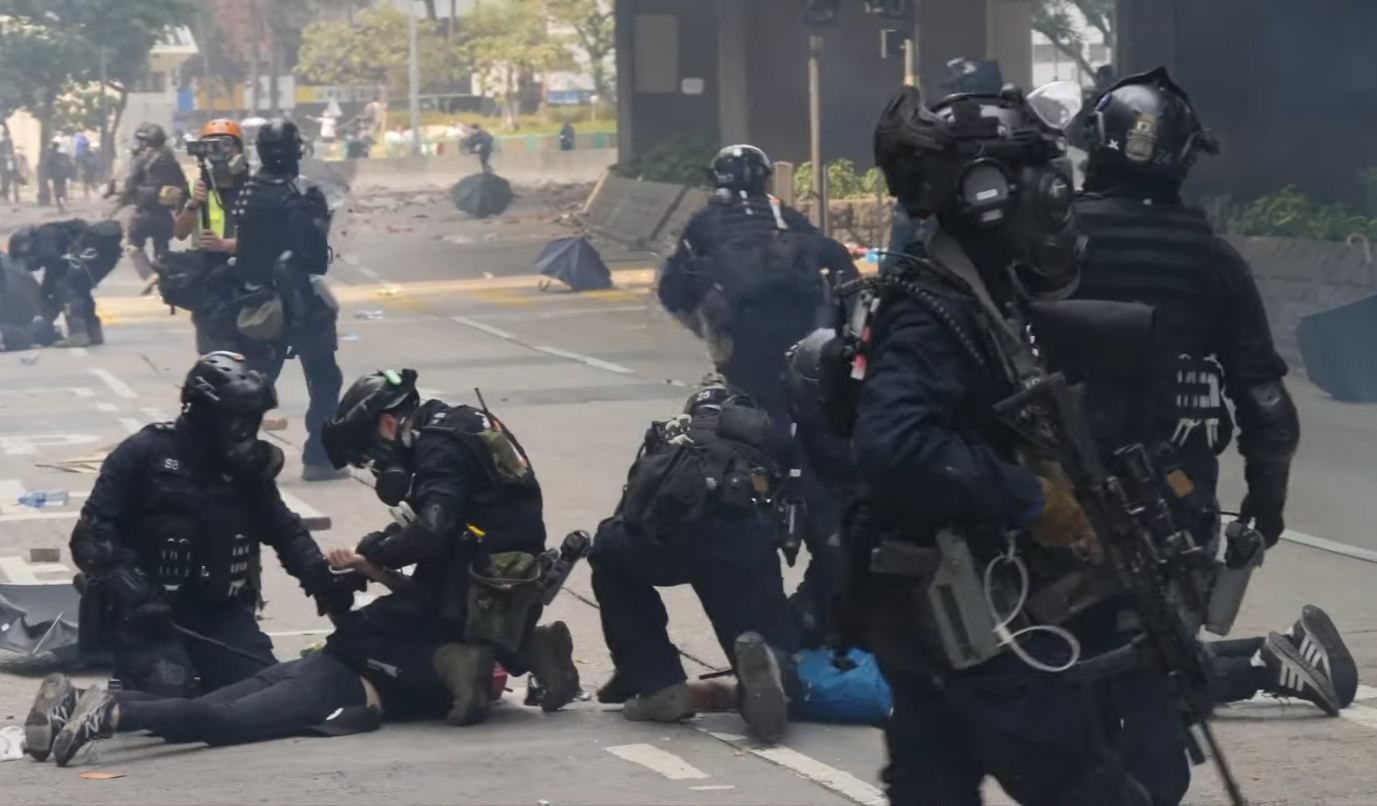
拘捕示威者的特別戰術小隊隊員，右方的警員手持SIG SG 516突擊步槍（攝於2019年11月13日香港理工大學衝突）

### 醫療
- 急救包
  - 金屬保溫氈
- 長脊椎板

### 防暴
- 頭盔
  -  MSA防暴盔，設有散熱網，並且可以抵擋腐蝕性液體。
  -  Team Wendy Exfil LTP Bump／Ops-Core FAST Bump戰術頭盔，可以搭載戰術附件。
  -  Ops-Core FAST XP High Cut防彈頭盔，可以搭載戰術附件。（主要由特別任務連隊員使用）
  -  Pro-Tec Ace頭盔
- 防爆風鏡
  -  Bolle X-800
  -  Pyramex Capatone
  -  Pyramex I-Force Slim
- 防毒面具
  -  Avon SF10，俗稱「豬嘴」，英國製造，具有完全隔絕催淚煙、沙林毒氣和氯氣等毒氣的功能。
  -  C4 CBRN
  -  Avon FM53
  -  Avon FM54
  - Avon FM-12
  -  Avon CT-12
  - Scott FRR（主要由特別任務連隊員使用）
- 戰術背心：
  -  Blackhawk! S.T.R.I.K.E. Omega
  -  5.11 VTAC MOLLE
- 防割手套：採用3M物料製造，於搬運及清理障礙物時使用[19]。
- 防彈背心
  -  MSA Paraclete RMV（主要由特別任務連隊員使用）
- 阻燃手套
- 防暴手套
- 戰術手套（包括 5.11 Station Grip Gloves）
- 防暴靴，於2003年10月引進，為警察機動部隊總部研發，由懲教署工業組製造。靴身外層以至鞋帶皆以防燃物料製造，靴身中層以防水及透氣的Gore-Tex物料製造。靴底中層以常見於防彈衣的Kevlar物料製造，具有耐熱及防刺穿功能，靴底則以錆橡膠製造，具有高度吸震功能；同時，內裡鑲有鋼片的GeoXT鞋，達至工業安全水平[20]。
- 戰術靴
- 膠索帶
- 手銬
- 防彈半面面罩
- 黑色面罩

### 武器
- 史密斯威森M10 HB左輪手槍
- 格洛克17手槍（由反恐特勤隊，機場特警组和特別任務連成員所使用）
- HK MP5A3衝鋒槍（由特別任務連成員所使用）
- SIG SG 516突擊步槍（由機場特警组、反恐特勤隊和特別任務連成員所使用）[21]
- 雷明登870霰彈槍
  - ALS1202橡膠子彈
  - CTS Super-sock 2581布袋彈
- 法德魯防暴槍 ，俗稱「大口仔」，有效射程為50至75米，每發射1次，會同時分散射擊出5粒CS-565型催淚彈。
  - NonLethal Technologies™ MP-6M5-CS 5彈頭催淚彈
  - NonLethal Technologies™ MP-4-R3 3彈頭橡膠子彈
  - Norinco NF01-3 3彈頭催淚彈
- ARWEN 37非致命彈藥發射器（由特別任務連成員使用）：發射低殺傷力彈藥（催淚彈、泡沬彈等）的37毫米連發式發射器，可5連發射擊。
- Penn Arms GL-1 Compact（L140-4) 40毫米榴彈發射器
  - ALS4006D 40毫米海綿彈
- M320 40毫米榴彈發射器[22]
- B&T GL-06 40毫米榴彈發射器[23]
- 胡椒噴劑
  - Sabre MK-9胡椒噴劑[24]
  - CURD'S POLICE RSG 400胡椒噴劑
- 胡椒球發射器
  -  Tippmann 98 Custom Plantinum胡椒球槍
  -  Variable Kinetic System（VKS™）胡椒球槍
- 手擲式催淚彈
  -  N225手擲式催淚彈
  -  KF-302-20手擲式催淚彈
- 催淚水劑[25]（OC Water Jet Pack）：比例約為350毫升催淚劑混合14公升淨水，放置於水桶內，可以肩背或者座地方式攜行，效果與胡椒噴劑相若，惟射程比較長及精準[26]。
- 閃光彈
- 伸縮警棍

### 其他
- 防毒面具袋，於2002年4月引進，由懲教署工業組製造，具有耐用、防水及阻燃功能[27]。
- 揚聲器
- 抗噪耳機（由特別任務連隊員使用）
  -  3M Peltor Comtac XPI
  -  MSA Sordin
  -  Ops-Core AMP
- 快拔槍套
  -  Safariland 6004（主要由機場特警組及反恐特勤隊員所使用）
  -  Safariland 6005 w/ DBAL-PL（主要由特別任務連隊員使用）
  -  Blade-Tech WRS Level II（由特別任務連隊員使用）
- 瞄準鏡
  -  EOTECH 552全息瞄準鏡（供SIG SG 516突擊步槍使用）
  -  Aimpoint Comp M2紅點鏡（供Penn Arms GL-1 Compact（L140-4) 40公釐榴彈發射器使用）
  -  Aimpoint Micro T2紅點鏡（供HK MP5A3衝鋒槍、SIG SG 516突擊步槍及Pepperbox VKS使用）
  -  Aimpoint（英语：Aimpoint） Pro紅點鏡（供SIG SG 516突擊步槍使用）
  -  Aimpoint 3XMag放大鏡（供SIG SG 516突擊步槍及Pepperbox VKS使用）
  -  Schmidt & Bender 1-8x24 PM II Short Dot Dual CC倍率瞄準鏡（供SIG SG 516突擊步槍使用）
- 鐵剪
- 電鋸
- 行動平台：以4名人員保護及推進，用以載負最多兩名人員觀察、法證攝影、廣播、指揮及執行高空行動等[28]。
- Acebeam W30 激光電筒[29]

## 圖集

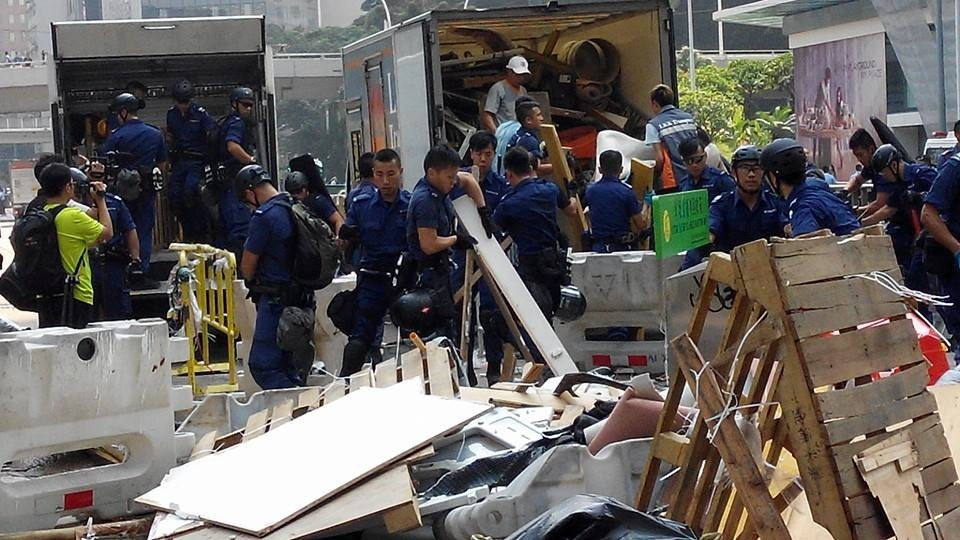
2014年佔領中環事件中，特別戰術小隊在金鐘道移除障礙
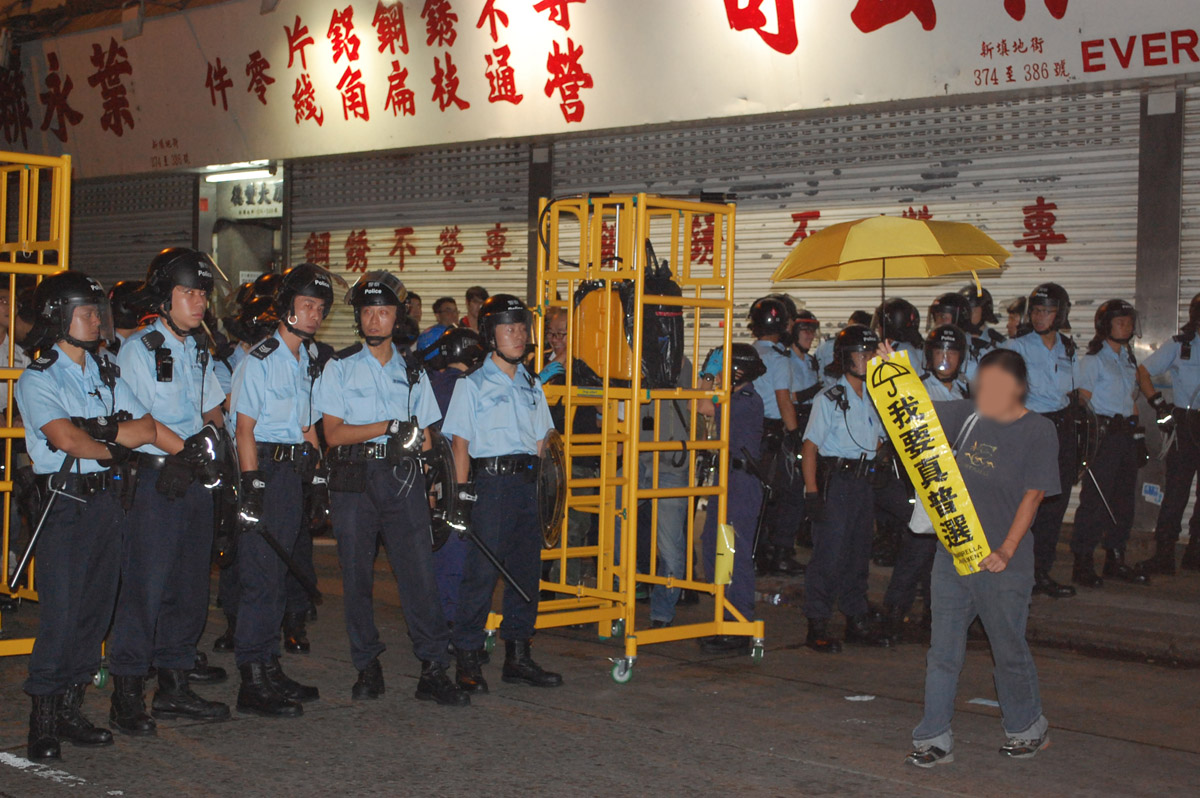
在旺角佔領區中清理現場的警察機動部隊（包括特別戰術小隊）
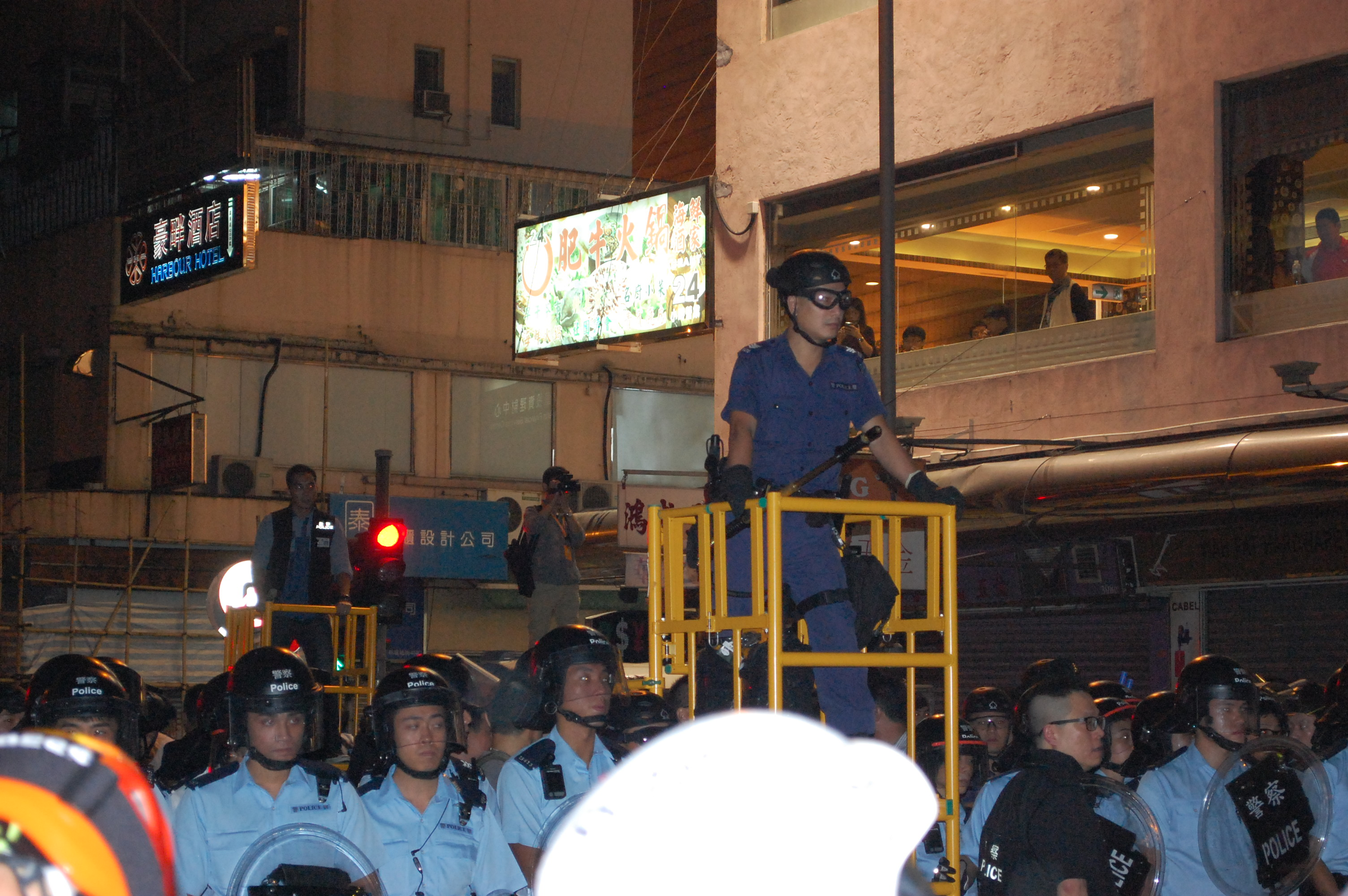
在旺角佔領區中清理現場的警察機動部隊
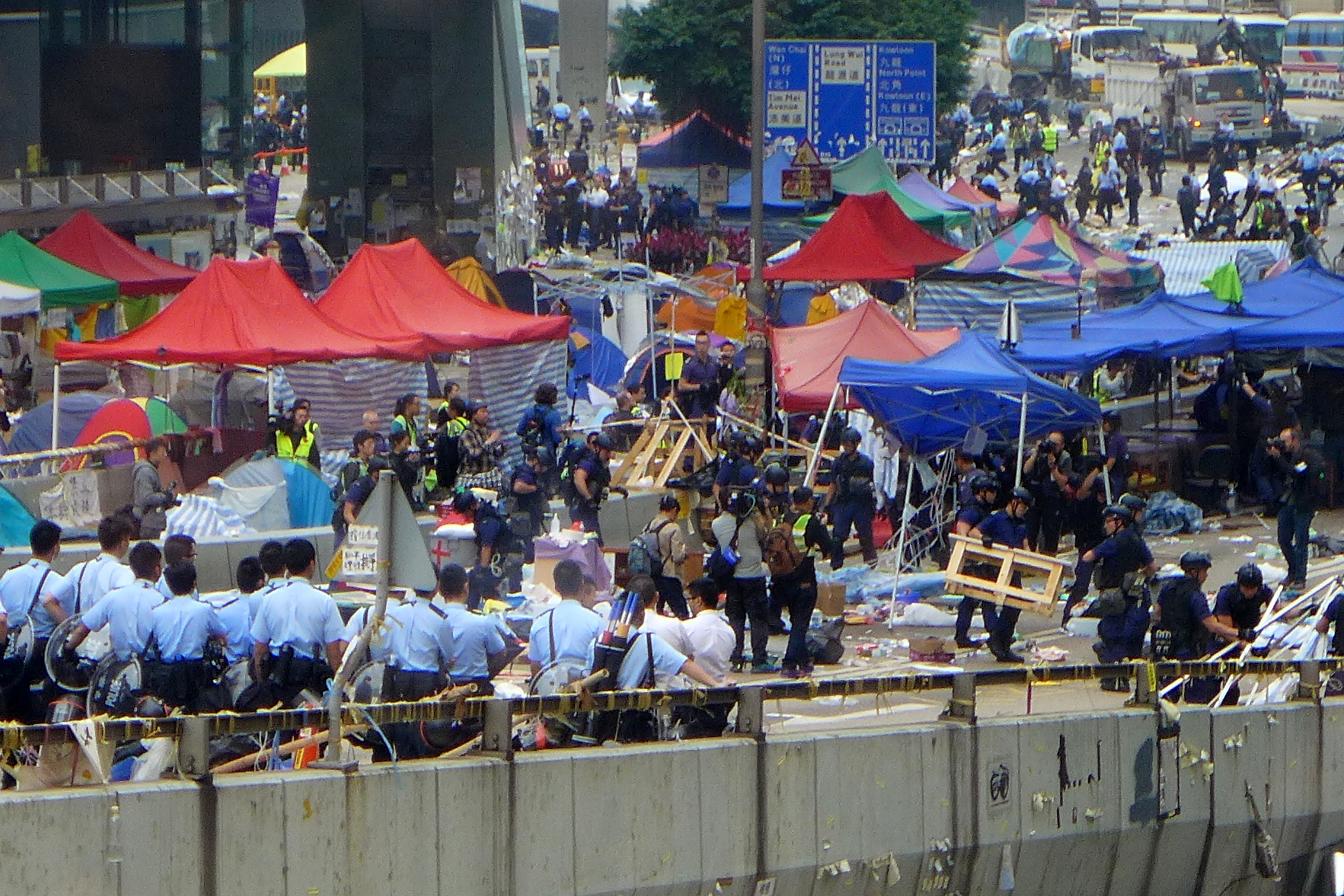
特別戰術小隊在金鐘道移除障礙
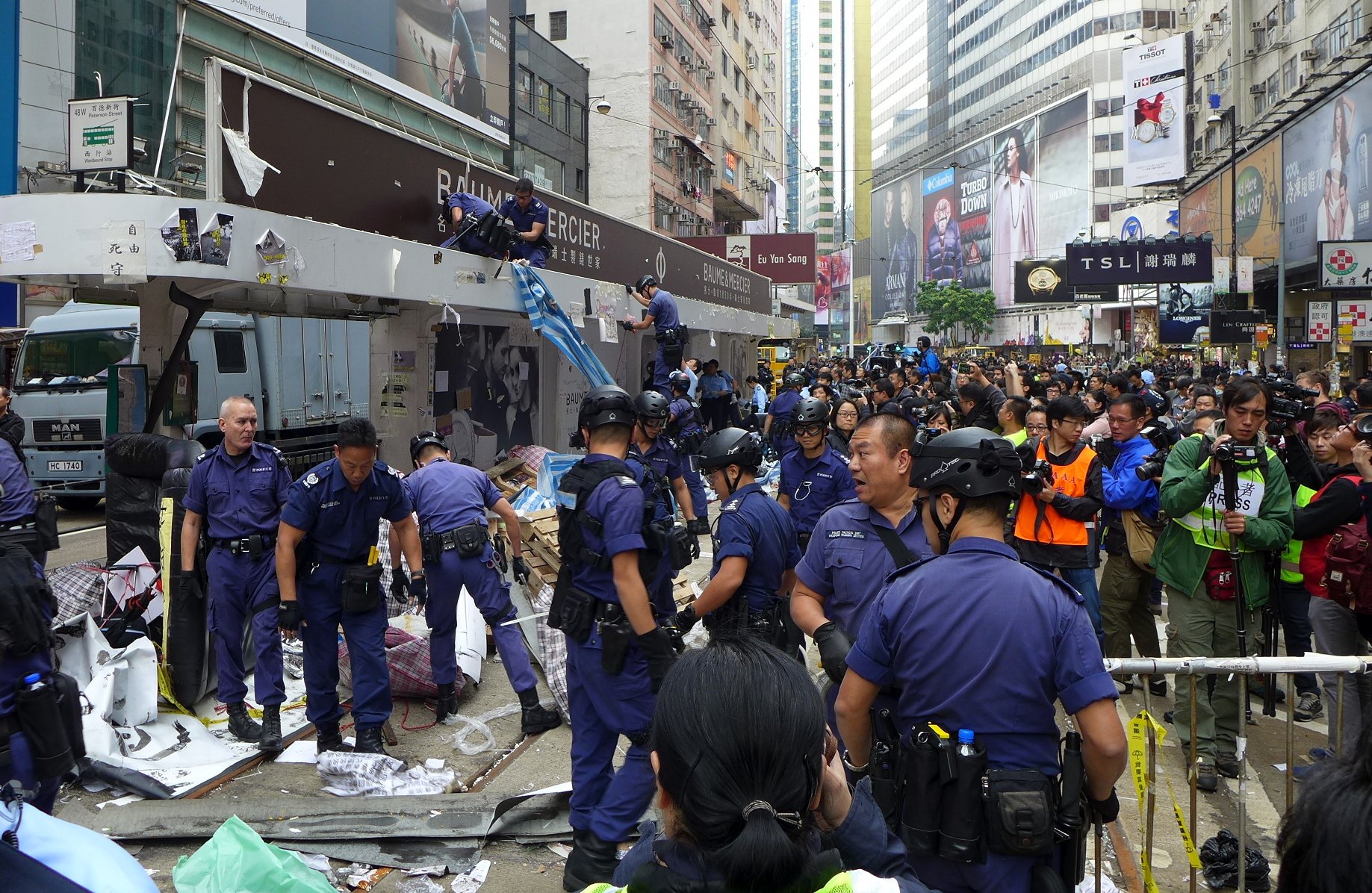
特別戰術小隊在銅鑼灣移除障礙

## 行動紀錄
- 2014年：日峰行動[30][31]（應對佔領中環及雨傘革命）
- 2016年：旺角農曆新年旺角騷亂
- 2016年：反釋法示威
- 2019年：反對逃犯條例修訂草案運動

## 爭議

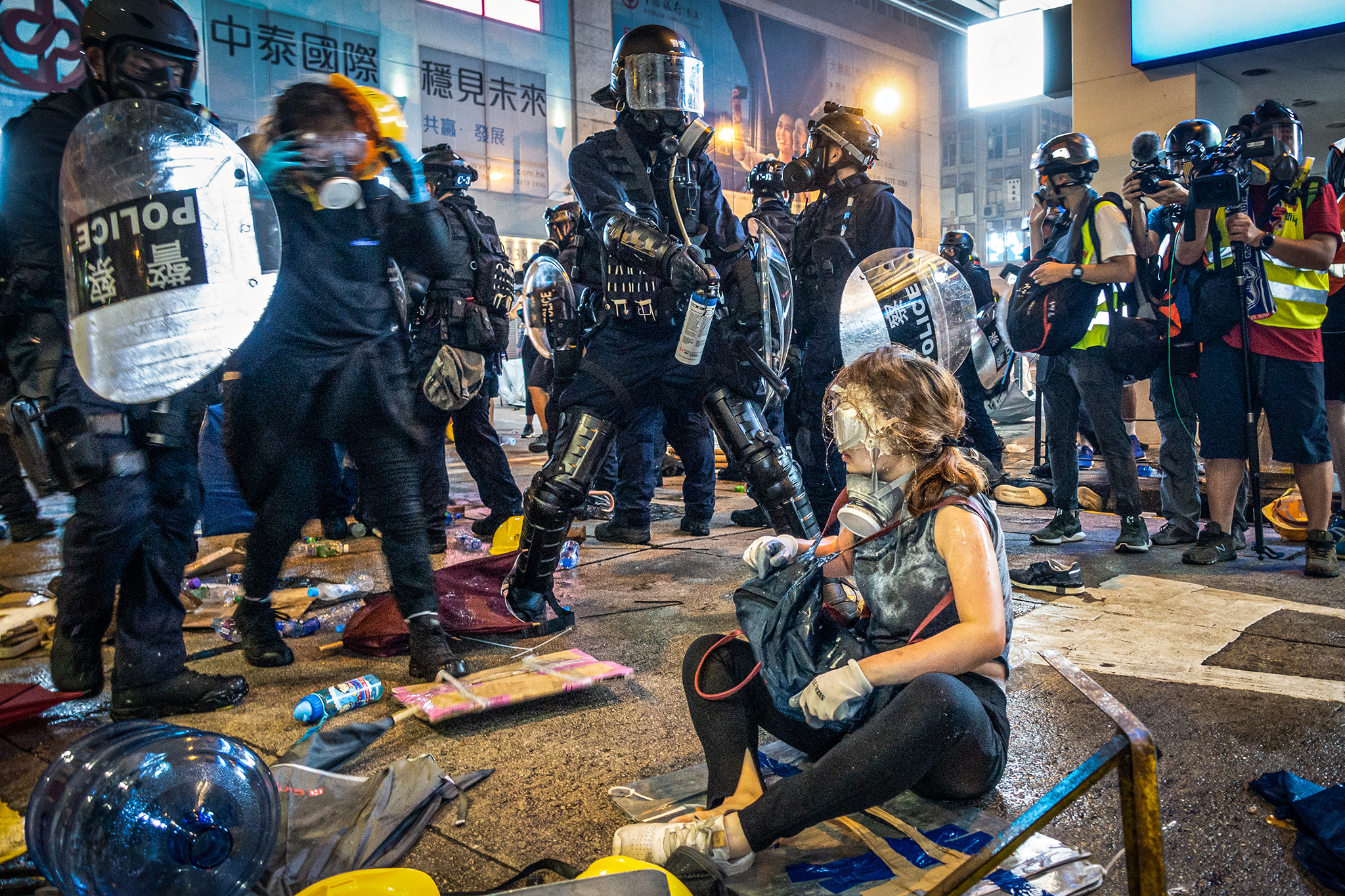
2019年7月28日港島區衝突，特別戰術小隊成員手持胡椒噴劑對向席地而坐的女示威者

### 服裝缺乏識別
從特別戰術小隊成立至2016年間，特別戰術小隊的制服會展示警員編號及職級。然而反修例運動期間，特別戰術小隊的服裝不再展示有關資料，被批評缺乏身份。李家超回應指小隊的服裝沒有足夠空間展示警員編號，李柱銘認為有關說法不合理，並舉例指選美參加者身穿比堅尼仍有足夠空間展示號碼。監警會於2020年5月發表的報告表示小隊的裝束不屬《警察通例》規管的制服。周家明法官於關於警員展示編號一事的司法覆核中質疑包括特別戰術小隊在內的警員隱藏身份的原因，並指法官和檢控官的身份亦同樣是對公眾公開。
2019年10月，警員稱被起底情況愈趨嚴重，警員及其家屬收到恐嚇甚至死亡威脅及網絡欺凌，為平衡市民識別警員身份及警員和家屬私隱，警方將引入「行動呼號」，以供公眾識別警員身份。但同年12月，投訴及內部調查科總警司麥衛文出席監警會公開會議表示，認為速龍小隊的戰術背心無法擺放藍卡，指頭盔後面已有展示呼號。
到2020年5月，監警會表示，警方從未指示「速龍小隊」展出相關行動呼號，「速龍小隊」戰術裝束因為不界定為警隊制服，不受《警察通例》或《警察程序手冊》規管。。同年11月，法院就5宗案件一起頒發判詞，案件編號都是"High Court Administrative Law+某個數字/2019"。總的來說，警方被裁定犯法。 HCAL2703/2019警務處處長被裁定須付所有訴訟費，根據3位原告的證供，案情總結如下:
|        | 時間                             | 地點                                                   | 事件                                                                                              |
| ------ | -------------------------------- | ------------------------------------------------------ | ------------------------------------------------------------------------------------------------- |
| 陳恭信 | 2019年8月4日，晚飯後，與兒子散步 | 將軍澳                                                 | 被人用棍打頭。由於對方戴了頭盔，沒有展示編號，他無法識別/作出具體的投訴                           |
| 魯湛思 | 2019年7月14日，晚上9時           | 沙田大埔道 (Tai Po Road)                               | 被人用胡椒噴霧近距離噴臉部                                                                        |
| 吳康聯 | 2019年6月12日，中午3時           | 金鐘 (the junction of Harcourt Road and Tim Wa Avenue) | 被多人從後毆打 (battered by a group of STC officers who came after him from behind his back) 入院 |

### 濫用暴力
立法會議員毛孟靜質疑特別戰術小隊於太子站襲擊事件中未能分辨示威者與一般市民便揮棍相向屬濫用暴力。
速龍小隊被示威者指控行動時使用過份武力，包括在2019年8月11日在太古港鐵站無視擠在扶手電梯上的示威者有跌倒、釀成人踩人事故的危險，仍以胡椒球彈近距離射擊、以警棍毆打現場所有躲進太古站內擠成一團的示威者與旁觀市民，以及其他靠近示威者的人士如記者和義務救護員；2019年11月13日在中環更有一名速龍小隊成員突然從一輛白色旅遊巴衝出，突然跑至一名男途人的背後制服。
此外，由國際特赦組織發表的一份報告提到在2019年反修例衝突期間，速龍小隊存在“嚴重濫用武力”的問題。該報告聲稱幾乎所有受訪的被捕人士都曾遭到隊員用警棍和拳頭毆打，即使他們在過程中没有反抗或已經被制服後仍然繼續被攻擊，導致多人需送院治理。

## 相關參見
- 切割戰術隊
- 屠龍小隊
- 槍械訓練科
- 機場特警組
- 反恐特勤隊
- 特別任務連